# Pelplin
Pelplin (kaschubisch Pôłplëno) ist eine Kleinstadt im Norden der polnischen Woiwodschaft Pommern (bis 1998 zur Woiwodschaft Danzig). Sie liegt im Powiat Tczewski und hat etwa 8000 Einwohner. Historisch bedeutsam ist Pelplin als Standort eines der ersten und wichtigsten Zisterzienserklöster des östlichen Ostseeraumes. Die Stadt ist Sitz der gleichnamigen Stadt-und-Land-Gemeinde mit etwa 16500 Einwohnern.

## Geographische Lage

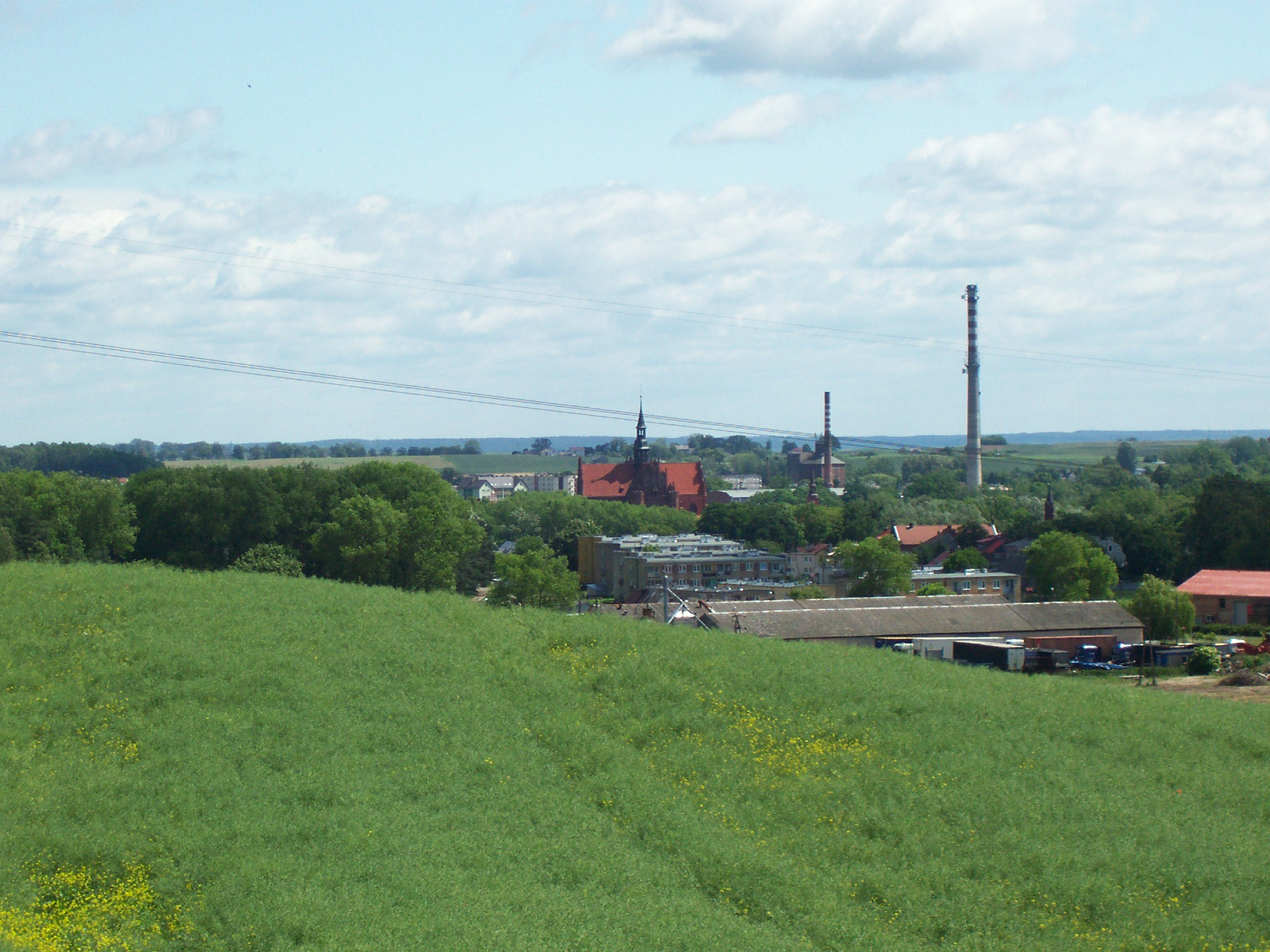
Stadtpanorama

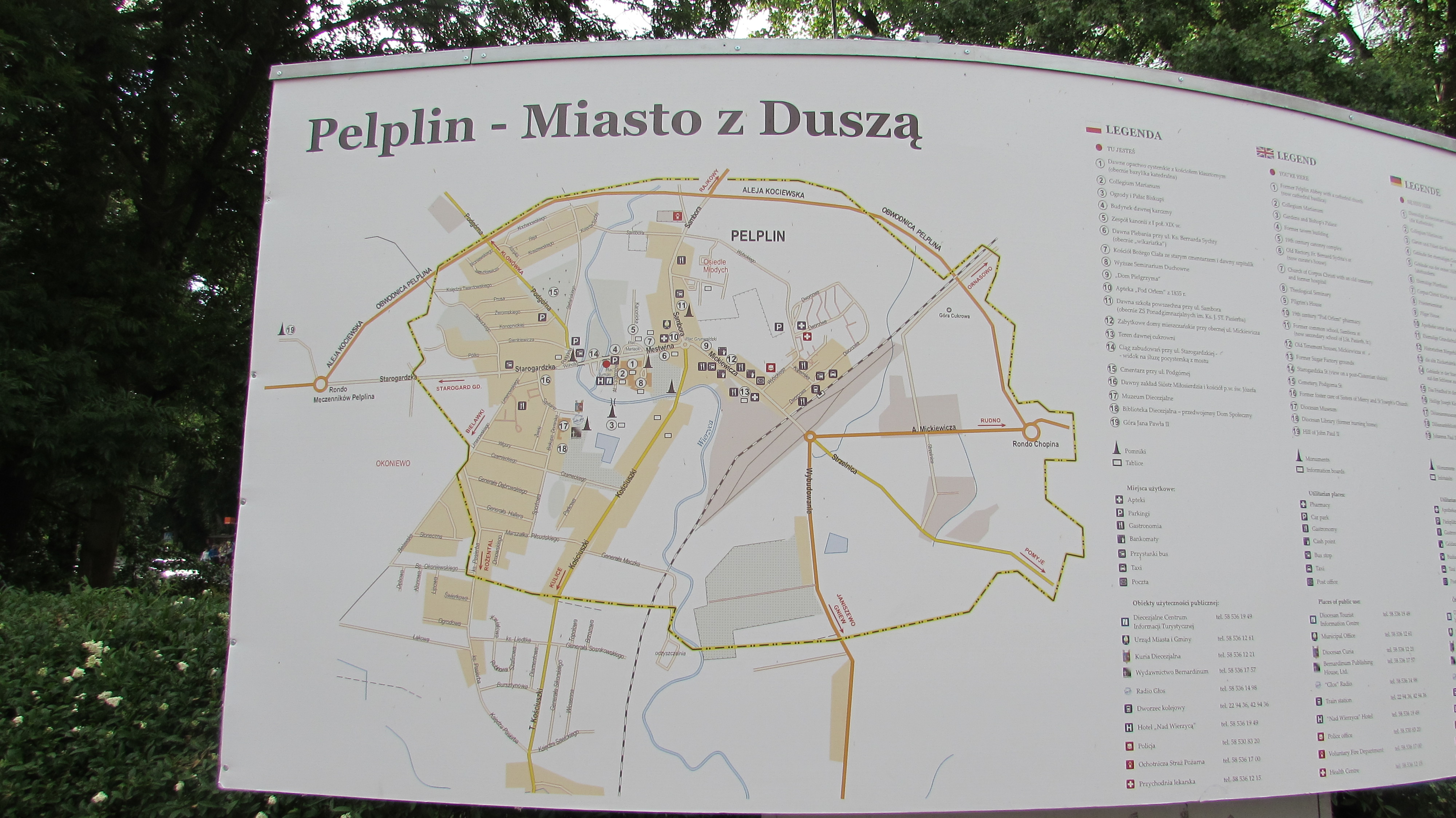
Stadtplan

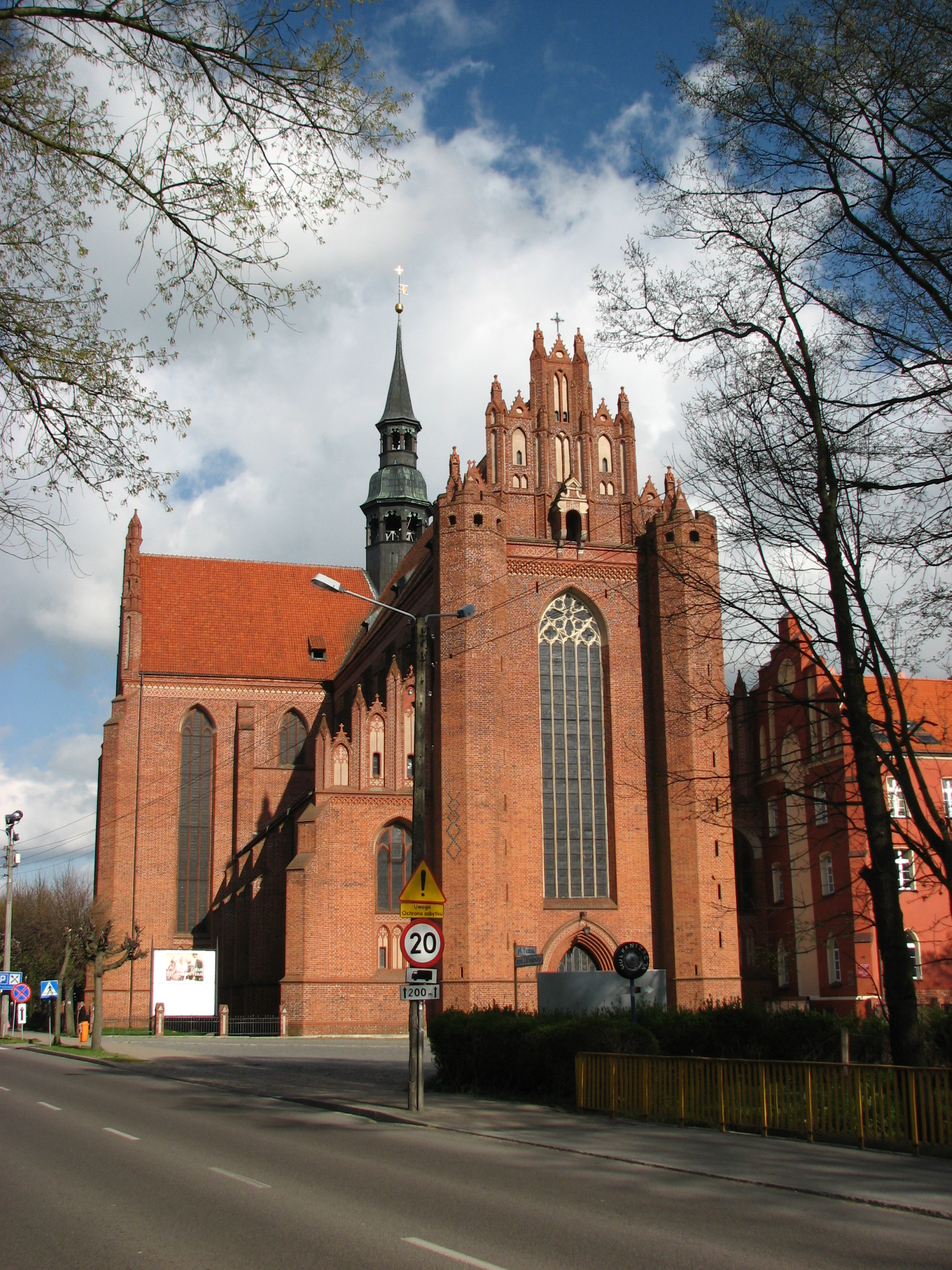
Kathedrale der Zisterzienser

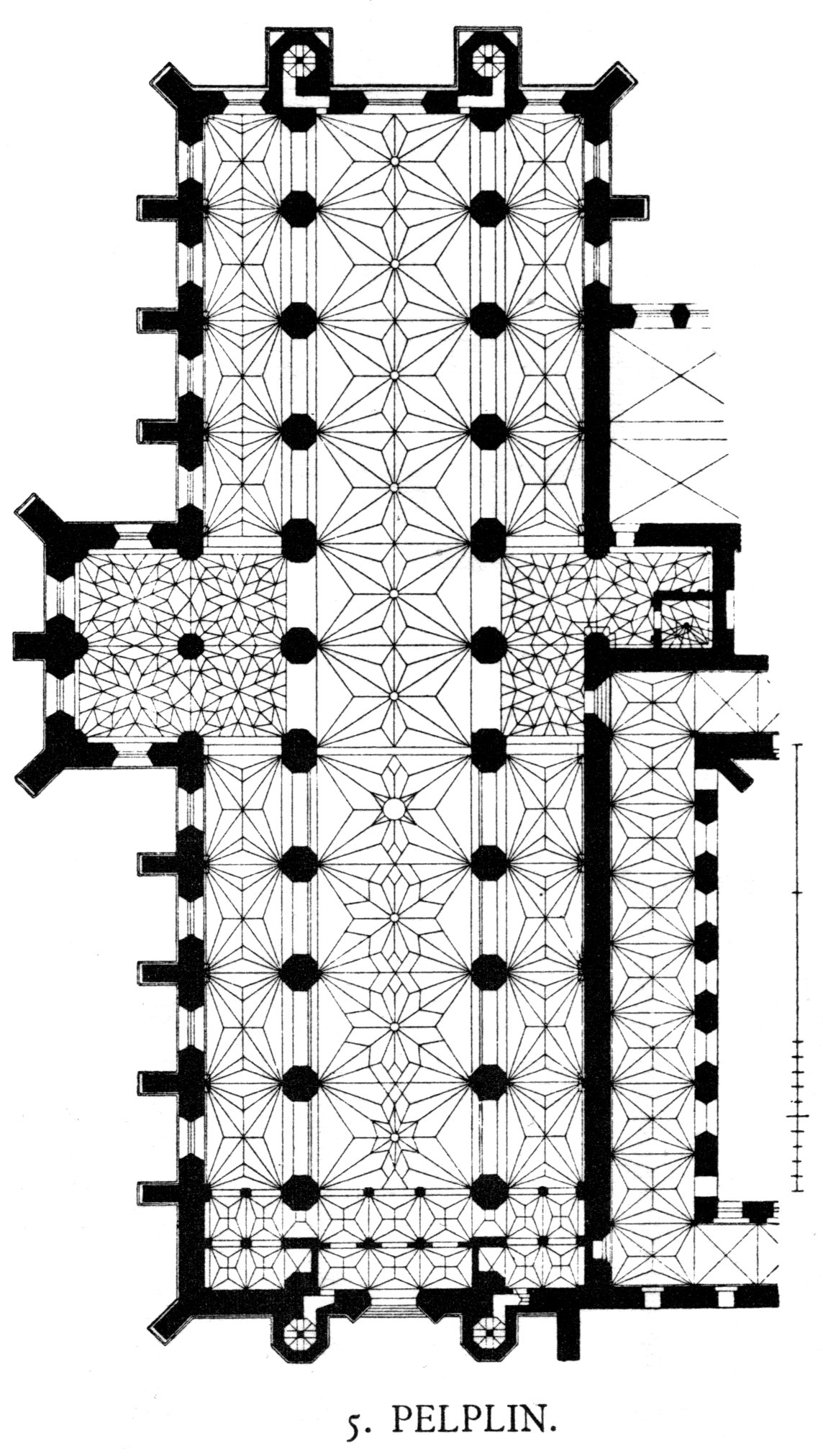
Zisterzienserkirche (Grundriss)

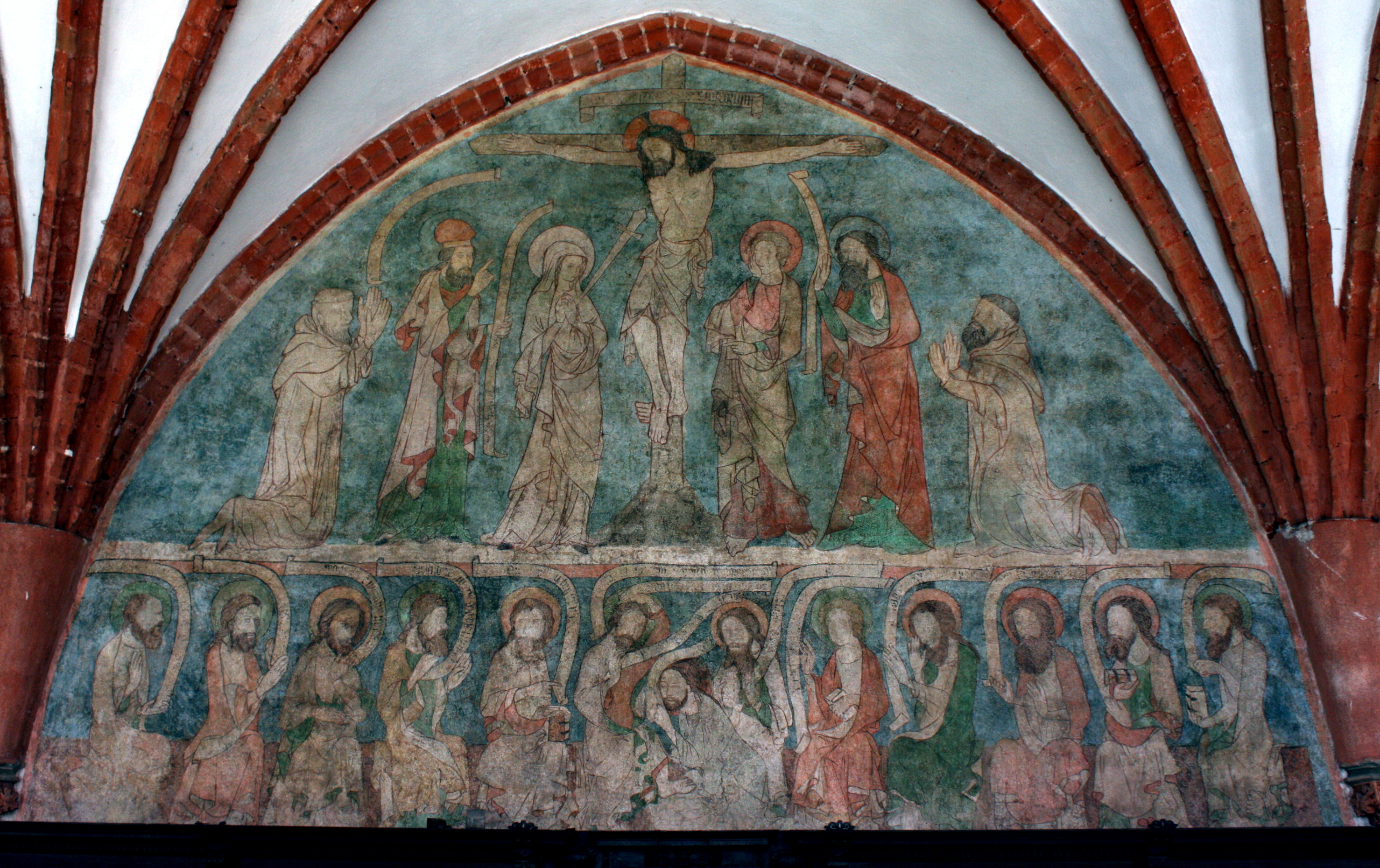
Wandmalerei in der Zisterzienser-Klosterkirche

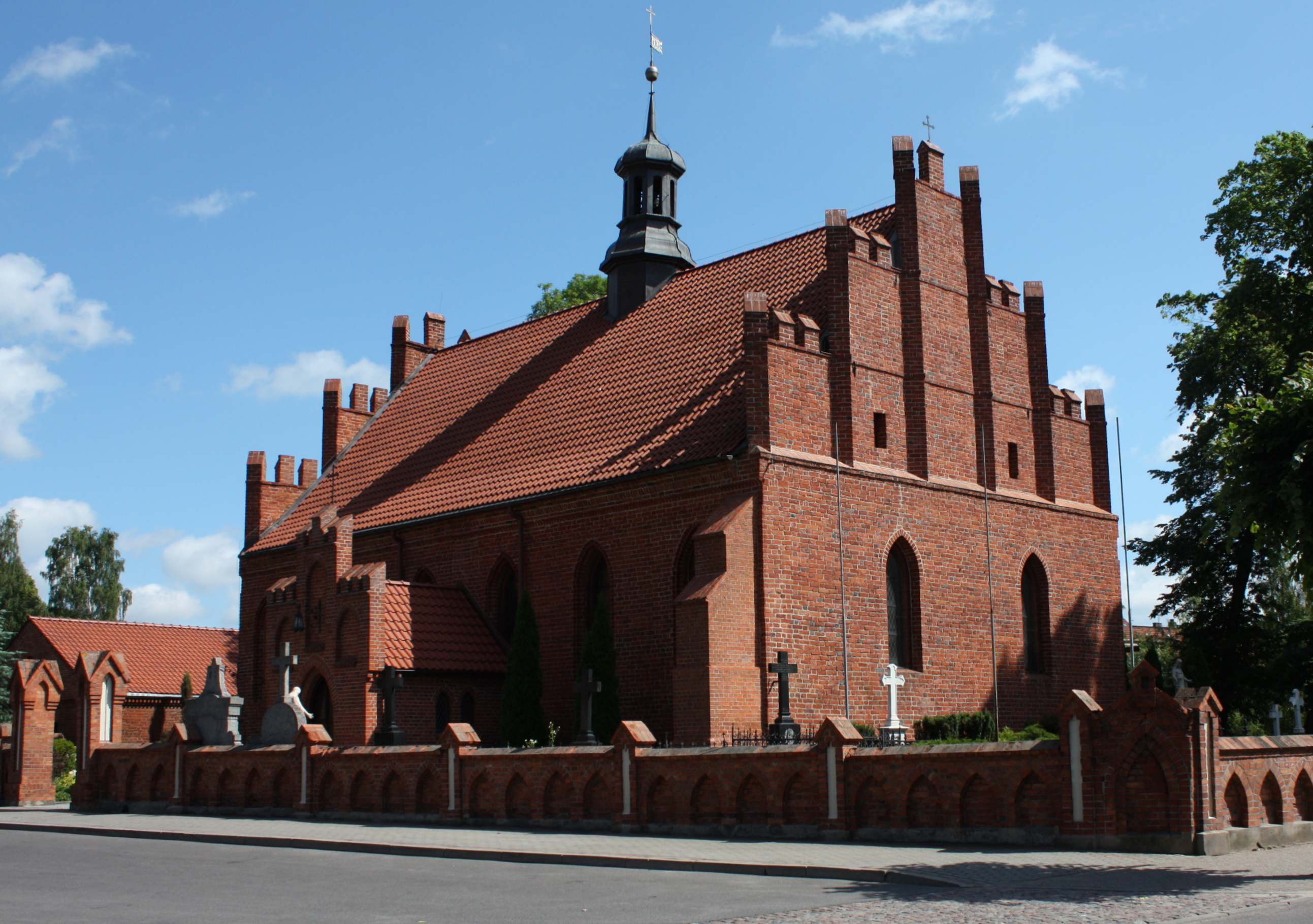
Corpus-Christi-Kirche

Pelplin liegt an der Wierzyca (Ferse), einem linken Nebenfluss der Weichsel in Pommerellen, rund 15 km westlich der Weichsel. Die nächste größere Stadt ist das etwas nordwestlich von Pelplin gelegene Starogard Gdański (Preußisch Stargard). Pelplin liegt an der Bahnverbindung Danzig–Bydgoszcz (Danzig–Bromberg), die Nationalstraße Tczew–Grudziądz (Dirschau–Graudenz) verläuft 4 km östlich von Pelplin; die geplante Nord-Süd-Autobahn soll in Pelplin eine Anschlussstelle erhalten. Am Czubatka-Hügel erreicht Pelplin eine Höhe von 86 m ü. NN, zur Weichselniederung hin beträgt die Höhe 8 m ü. NN.

## Geschichte
Nach archäologischen Befunden befanden sich auf dem Gebiet der heutigen Stadt bereits in der Stein- und Bronzezeit menschliche Ansiedlungen.
Das Kloster Pelplin wurde 1258 von Mönchen des Mutterklosters in Doberan in Mecklenburg gegründet, die hier 1276 mit dem Bau einer imposanten Klosterkirche in Backsteingotik begannen, deren Fertigstellung über 200 Jahre in Anspruch nahm. Kirchlich unterstand die Gegend dem Erzbistum Gnesen, die weltliche Hoheit lag beim Herzogtum Pomerellen, das 1227 die  erste polnische Lehnshoheit  vollständig abschütteln konnte. In der Region zwischen Hinterpommern und der Weichsel stellten die  Kaschuben einen hohen Bevölkerungsanteil.
1310 kaufte der Deutsche Orden Pommerellen von den Markgrafen von Brandenburg  und gliederte es dem Deutschordensstaat an. 1466 kam die Region als autonome Provinz  Preußen Königlichen Anteils (später Westpreußen genannt) unter die Oberhoheit der Krone Polen. In der Folge besuchten mehrere jagiellonische Könige die Abtei, darunter Sigismund III. Wasa und Jan III. Sobieski. Nach dem Sieg der Reformation zog 1552 der letzte Abt vom Kloster Doberan in das Filialkloster Pelplin.
Von der Reformation blieb Pomerellen weitgehend unbeeinflusst, lediglich einige Mennoniten siedelten ab dem 17. Jahrhundert in der Gegend, sie verließen aber Westpreußen in der napoleonischen Zeit bzw. um 1870 wieder. 1772 kam Pelplin vom Königlichen Preußen (Prussia Occidentalis = Westpreußen) zum Königreich Preußen. 1821 wurde der Sitz des Bistums Culm nach Pelplin verlegt.

Pelplin um die Mitte des 19. Jahrhunderts (Lithographie).

Im 19. Jahrhundert erhielt Pelplin Anschluss an die Bahnverbindung Dirschau (Tczew)–Bromberg (Bydgoszcz). Die Gemeinde wuchs in kurzer Zeit von 500 auf bald mehrere tausend Bürger. Auch ein Postamt wurde eingerichtet. Zugleich nahmen die Konflikte zwischen der katholischen Bevölkerung und Kirche und der preußischen Regierung, die auf Säkularisation setzte, zu. 1836 wurde in Pelplin das Collegium Marianum als Gymnasium mit polnischer Unterrichtssprache gegründet, außerdem entstand ein Priesterseminar; 1925 wurde Culm in Bistum Pelplin umbenannt.
Nach dem Ersten Weltkrieg kam es als Teil des so genannten Polnischen Korridors zu Polen. Durch den Überfall auf Polen 1939 wurde Pelpin völkerrechtswidrig vom Deutschen Reich annektiert. In Pelplin wurde ein Außenlager des Konzentrationslagers Stutthof errichtet. Nach dem Einmarsch der Roten Armee und dem Ende des Zweiten Weltkrieges 1945 wurde der deutsche Teil der Bevölkerung vertrieben.
Am 6. Juni 1999 zelebrierte Papst Johannes Paul II. vor den Toren der Stadt am heute Papstberg (Góra Jana Pawla II) genannten Hügel eine Messe vor 300.000 Menschen; ein 30 m hohes und nachts angeleuchtetes Aluminiumkreuz erinnert daran.

### Einwohnerentwicklung
| Jahr | Anzahl | Bemerkungen               |
| ---- | ------ | ------------------------- |
| 1780 | 305    |                           |
| 1831 | 400    |                           |
| 1867 | 1820   |                           |
| 1875 | 1901   |                           |
| 1880 | 2049   |                           |
| 1890 | 2412   |                           |
| 1905 | 3524   | darunter 288 Protestanten |
| 1910 | 3969   |                           |
| 1921 | 3860   | darunter 130 Deutsche     |
| 1943 | 5295   |                           |
| 2012 | 8258   | Stand 30. Juni 2012       |

## Zisterzienserkirche
Wichtigste Sehenswürdigkeit des Ortes ist die ehemalige Klosterkirche des Zisterzienserordens, die sich weitgehend am Bauplan der Doberaner Mutterkirche orientiert und wie diese ein Querschiff mit zwei Jochen und Giebelkrönung aufweist. Der östliche Teil der Kirche ähnelt dagegen mit seinem fehlenden Kapellenkranz der Abteikirche von Cluny. Der eigentliche Kirchenbau kommt weitgehend ohne Verzierungen aus, die vier mächtigen Giebel weisen allerdings kleinteilige Formen auf, halten sich im Übrigen aber an den Formenkanon der norddeutschen Backsteingotik. Das Mittelschiff hat die beachtliche Höhe von 26 m.
Von den 20 Altären sind drei aus Marmor, zwei aus Stuckmarmor, die übrigen aus Holz, bemalt und vergoldet. Die Kirche ist reich ausgestattet mit Werken des 17. Jahrhunderts. Der Hochaltar zeigt ein Gemälde der Himmelfahrt Mariä von dem Danziger Maler Hermann Hahn (1625), die Gemälde der Altäre der Apostel Andreas und Philippus (1672) stammen von Andreas Stech aus Danzig. Die Kanzel (1682) wurde von dem Holzschnitzer Matthias Scholler aus Mewe gefertigt. Weiter befinden sich in der Kirche schlichte Epitaphe, Gestühle und Orgelprospekte von der Renaissance bis zum Rokoko, wobei sich auch einige Schnitzereien aus dem gotischen Mittelalter erhalten haben.
In der Bibliothek befinden sich mehrere Handschriften, die ältesten aus dem 12. und 13. Jahrhundert, und ein Exemplar der Gutenbergbibel.
Heute ist die Kirche Bischofskirche des Bistums Pelplin. Bis 2012 war der 1940 geborene Jan Bernard Szlaga Bischof des Bistums.

## Weitere Sehenswürdigkeiten
An die Kathedrale angeschlossen ist ein Diözesanmuseum, eine der bedeutendsten Sammlungen mittelalterlicher Kunst im nördlichen Polen, in dem neben Hauptwerken der Malerei des 14. Jahrhunderts wie dem Graudenzer Altarretabel u. a. eine Gutenberg-Bibel aus dem Jahr 1453 aufbewahrt wird. In den Ausstellungsräumen des Museums ist allerdings nur eine Kopie dieser Bibel zu sehen.
Das Rathaus der Stadt befindet sich am Plac Mariacki. Die durch den Ort fließende Wierzyca ist von einem Stadtpark (Ogród Biskupi) umgeben.

## Politik
Aktueller Bürgermeister der Stadt (seit 2018) ist Mirosław Chyła, dessen Stellvertreter ist Krzysztof Adamczyk.
Pelplin unterhält seit 2000 eine Partnerschaft mit der niederbayerischen Gemeinde Grafling.

## Wirtschaft und Infrastruktur
Zu den größten Arbeitgebern der Stadt zählen:
- M.A.S. Export/Import
- de Graaf
- PELBUD
- swisspor

In Pelplin sind mehrere Bankfilialen ansässig. An höheren Bildungsinstituten existiert ein Polytechnikum.
Pelplin verfügt außerdem über eine eigene Stadtzeitung, den „Informator Pelplinski“.

## Persönlichkeiten
- Robert Wollenberg (1862–1942), deutscher Psychiater
- Franz Sawicki (1877–1952), deutsch-polnischer Theologieprofessor, starb in Pelplin
- Gerd Teßmer (* 1945), deutscher Politiker (SPD)

## Gmina Pelplin
Zur Stadt-und-Land-Gemeinde Pelplin gehören weitere Ortschaften mit fast 16.500 Einwohnern.